# A63-as autópálya (Németország)
Az A63-as autópálya (németül: Bundesautobahn 63) egy autópálya Németországban. Hossza 70 km.